# ماریا آنا فن بایرن
ماریا آنای بایرن (انگلیسی: Maria Anna of Bavaria؛ زاده ۲۱ مارس ۱۵۵۱ درگذشته ۲۹ آوریل ۱۶۰۸) یک نجیب‌زادگی اهل آلمان بود.

## نگارخانه

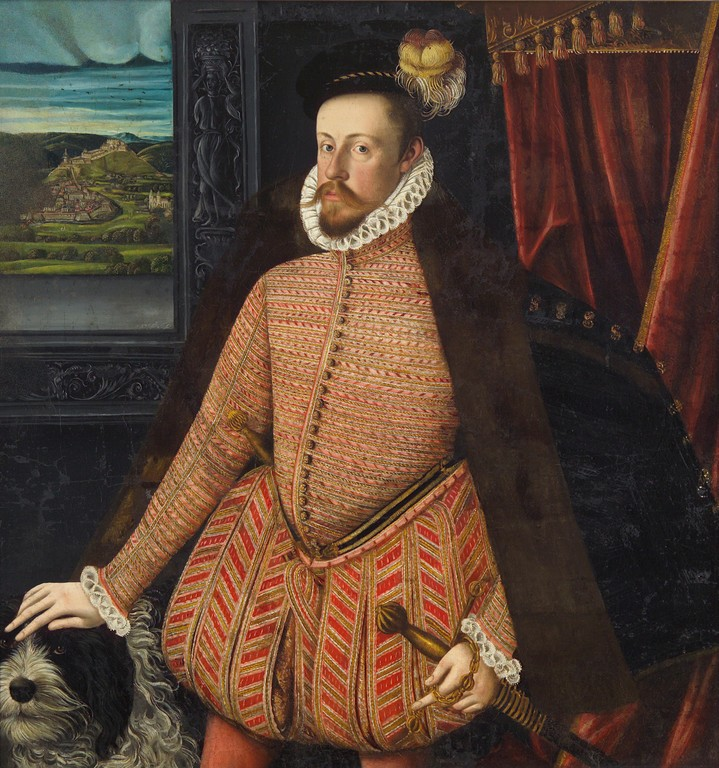
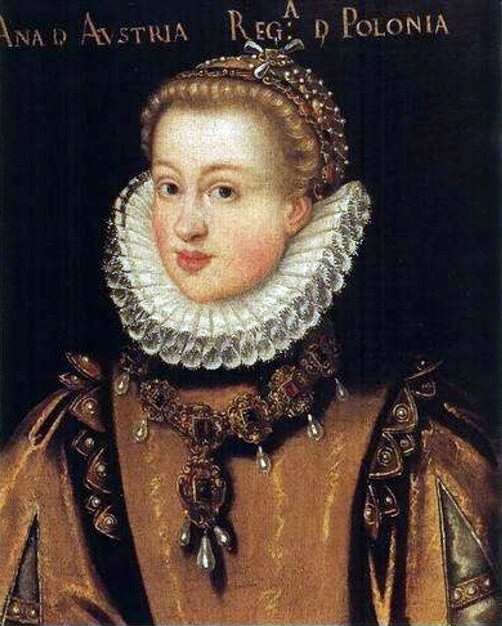
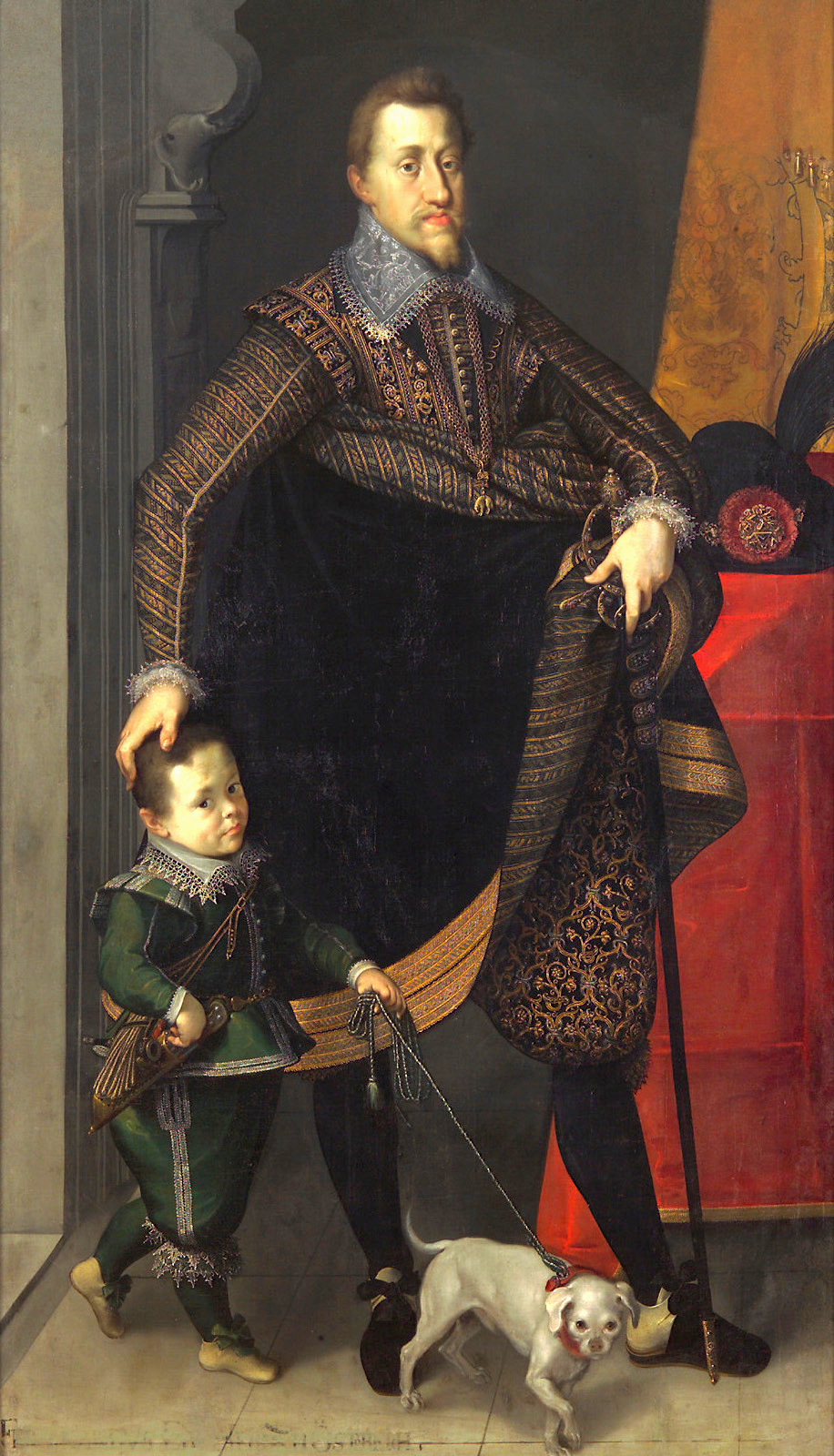
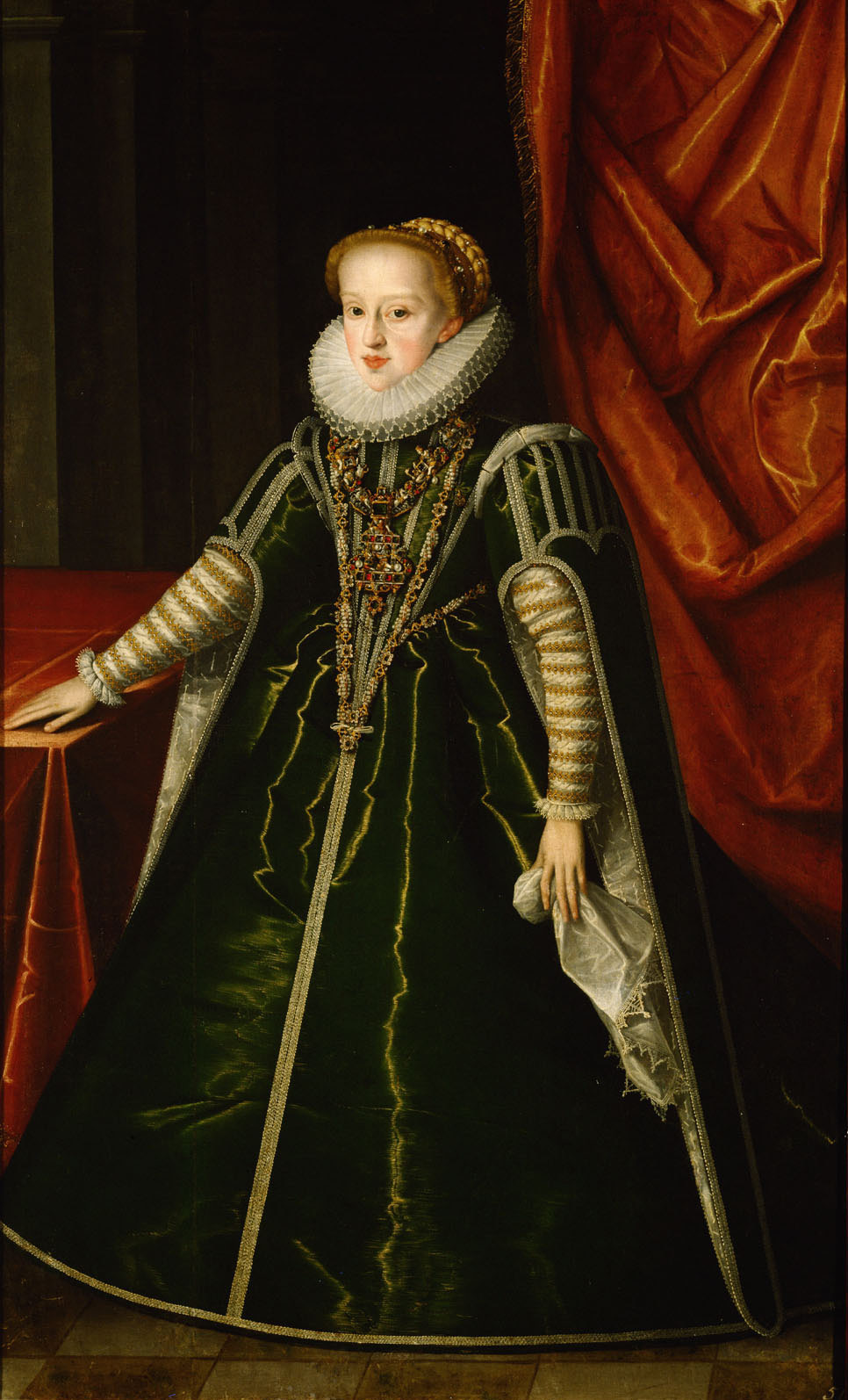
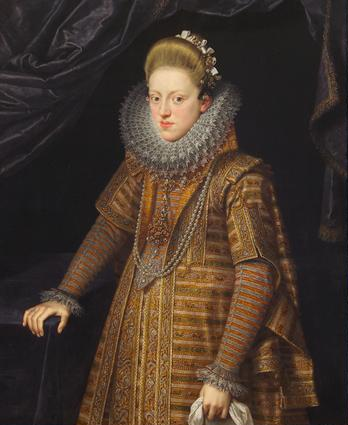
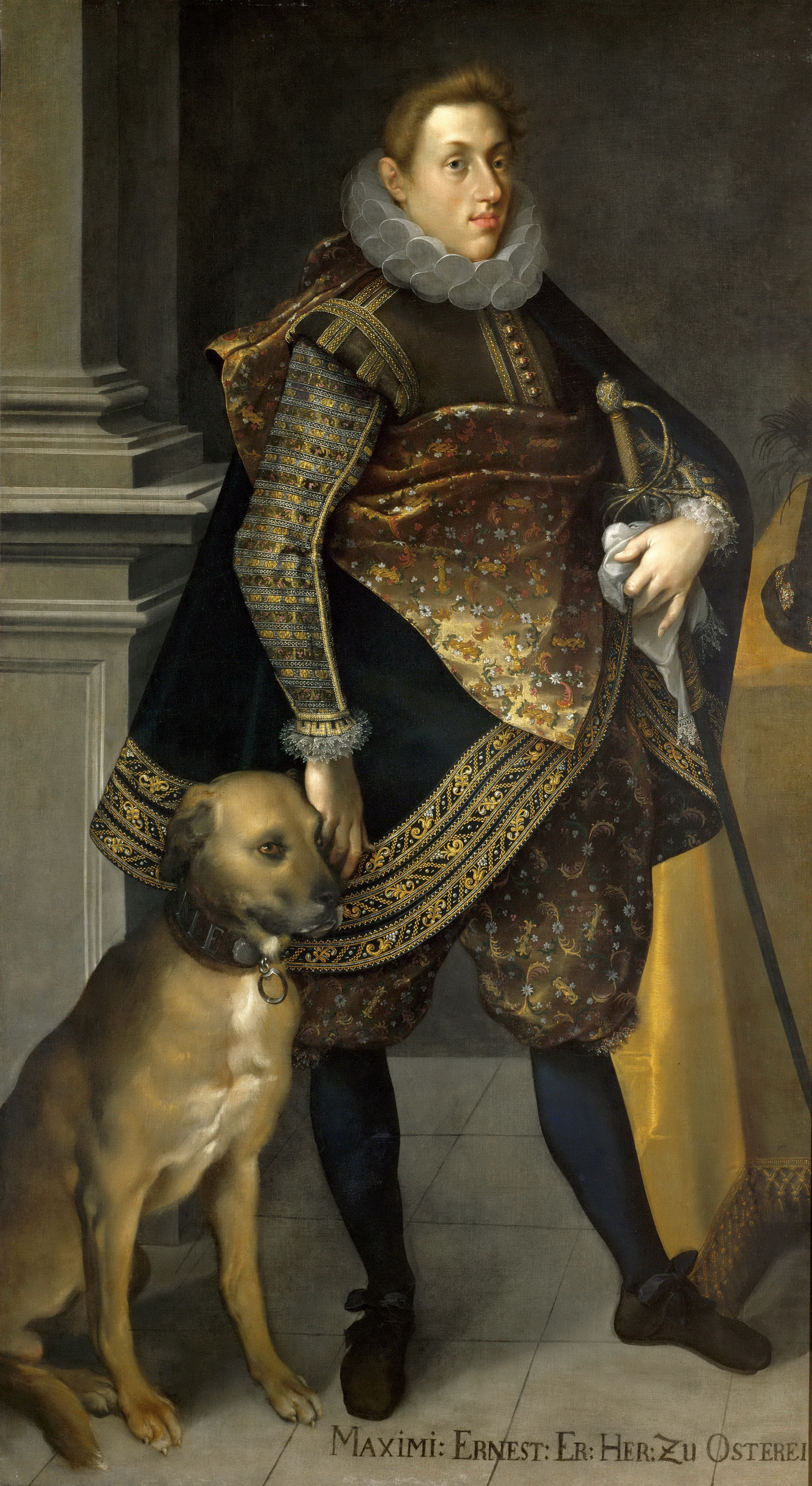
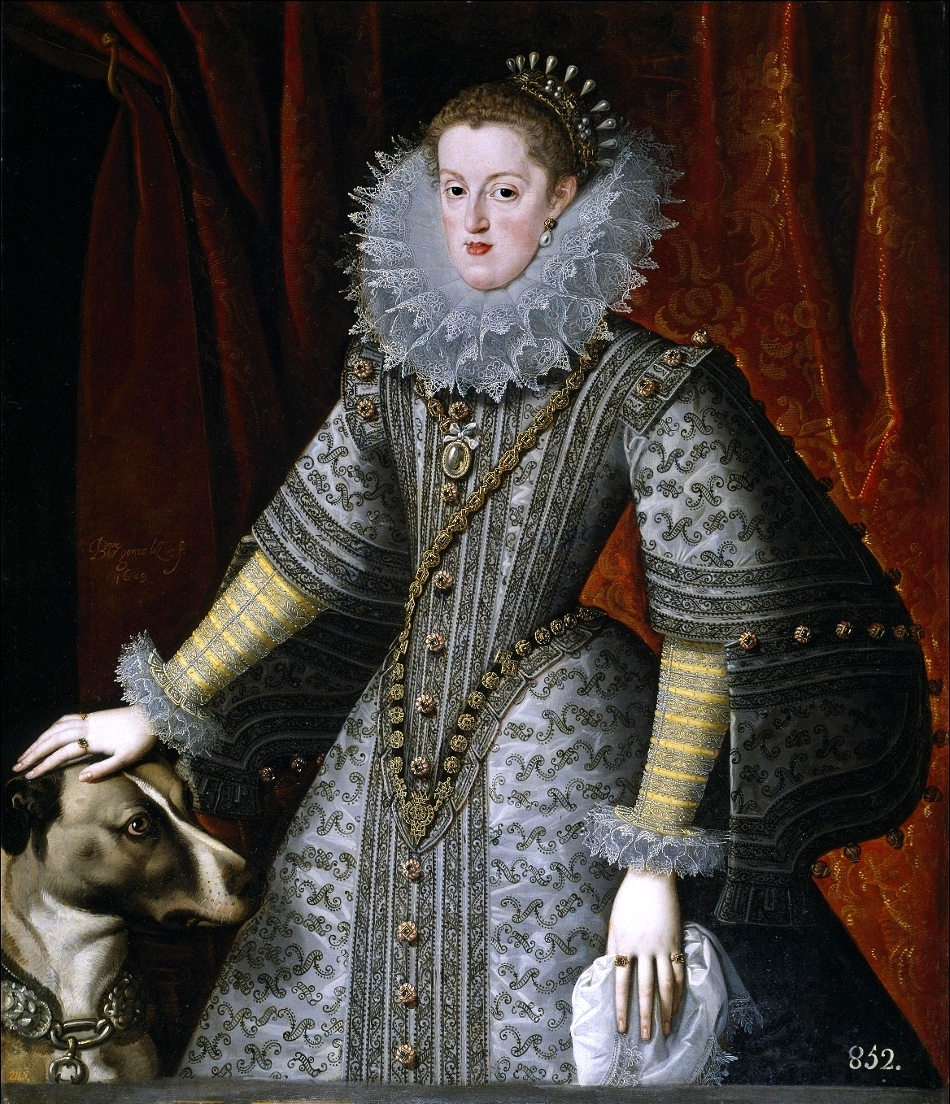
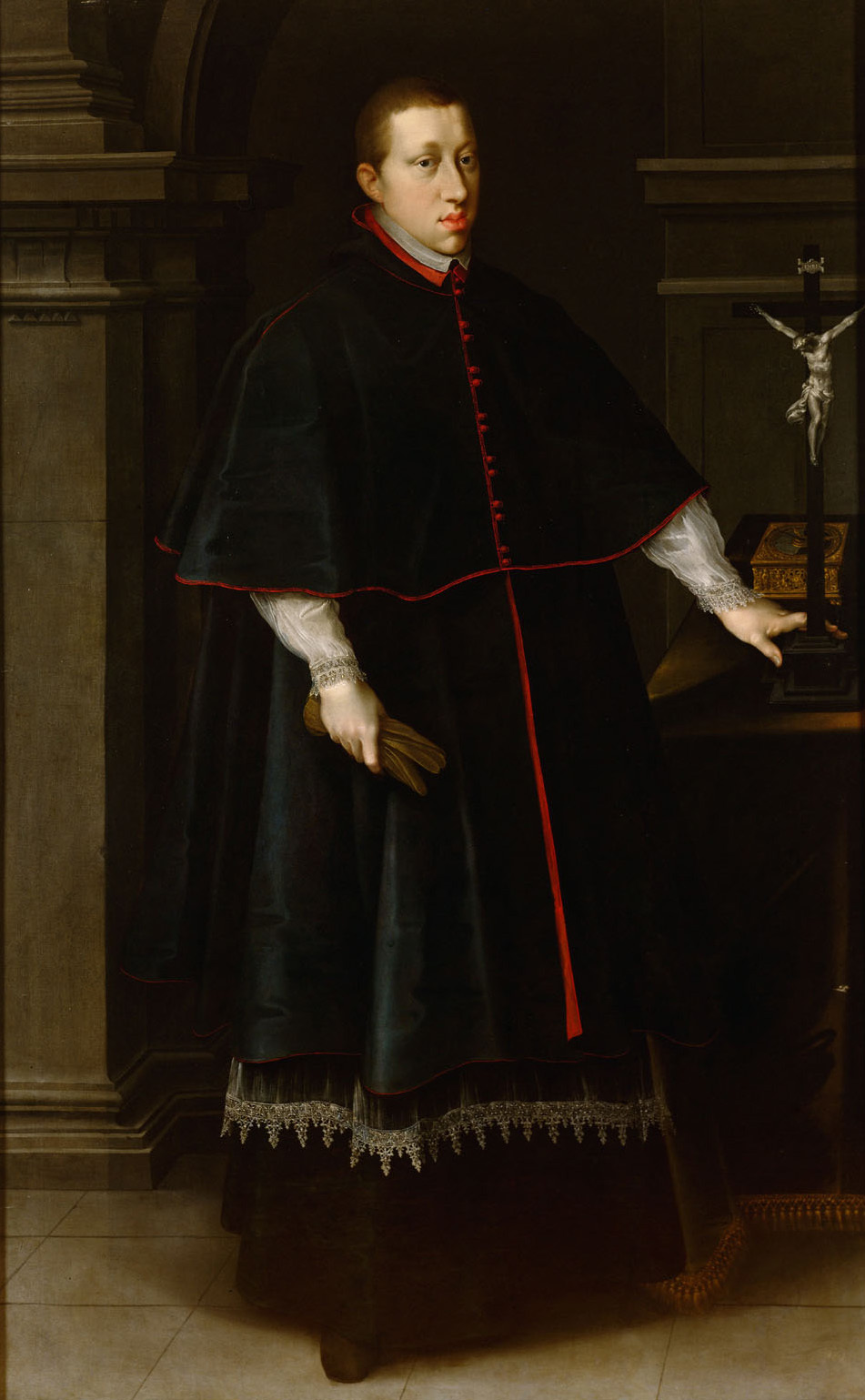
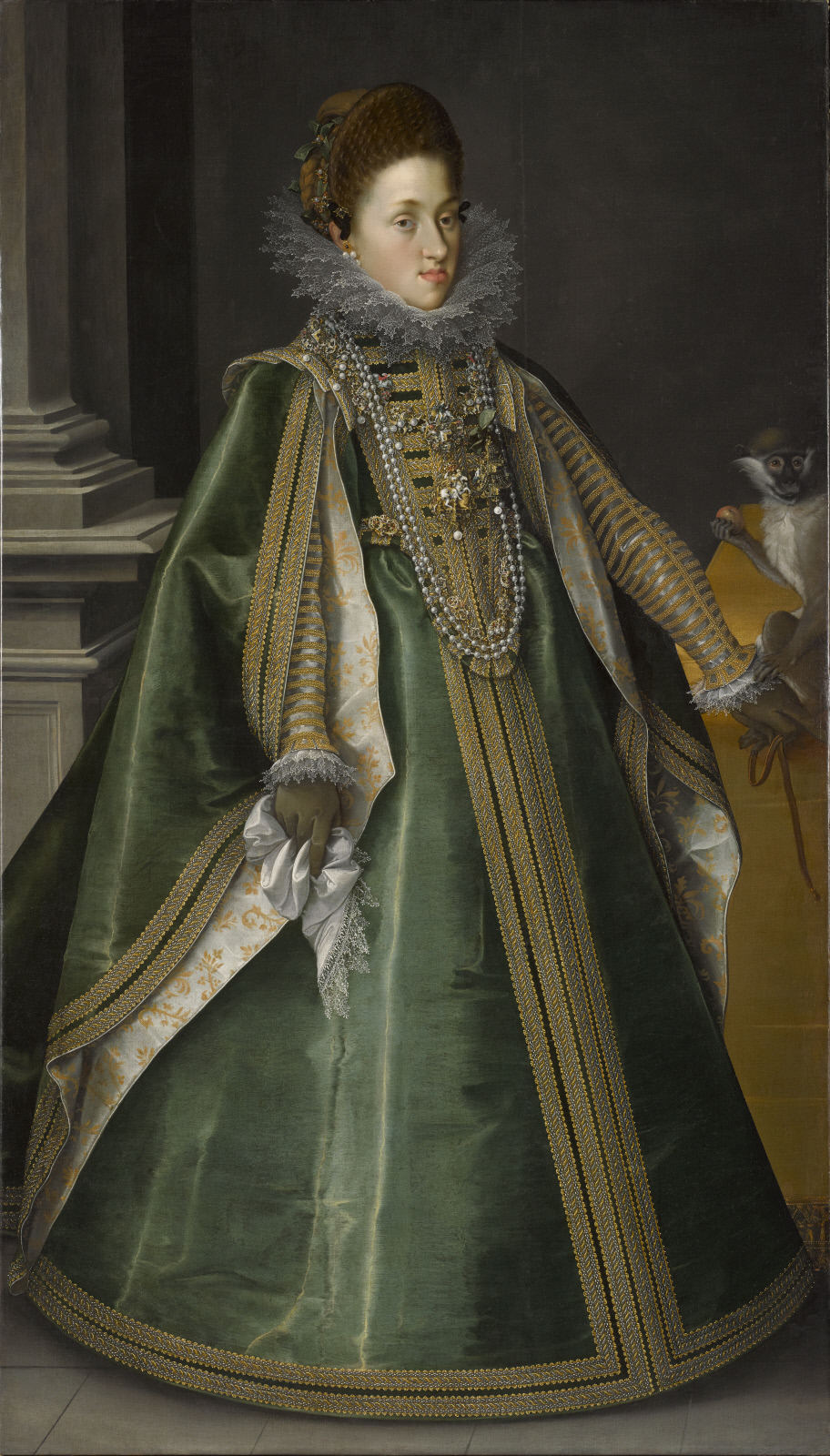
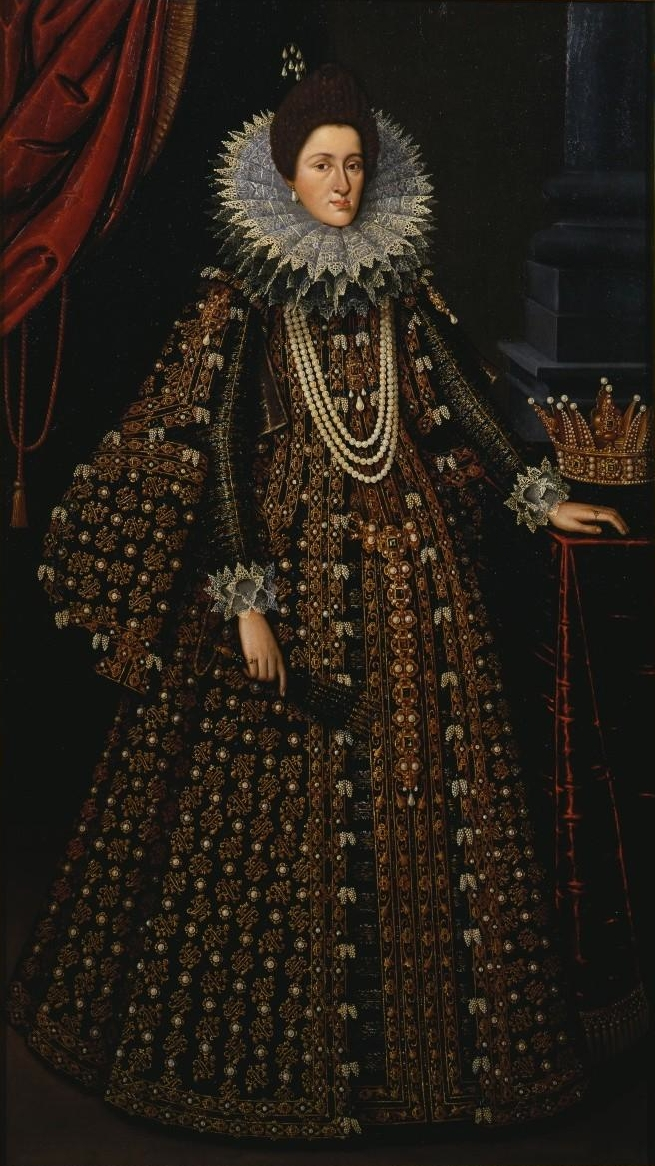